# Галлир, Ганс Готфрид
Иоганнес (Ганс) Готфрид Галлир (нем. Hans Gottfried Hallier; 1868—1932) — немецкий ботаник, работавший в Индонезии и на Филиппинах.

## Биография
Ганс Галлир родился в семье ботаника Эрнста Галлира (1831—1904). Учился в Йенском университете, посещал лекции Эрнста Шталя и Эрнста Геккеля. В 1890 году перешёл в Мюнхенский университет, где учился у профессоров Людвига Радлькофера и Рихарда Гертвига. В 1892 году в Йене получил степень доктора философии.
В 1892—1893 Галлир работал ассистентом в Гёттингенском университете, затем отправился в Бейтензорг. На протяжении трёх лет работал в Бейтензоргском гербарии, в 1897 году вернулся в Германию, став заместителем заведующего ботанической лаборатории Мюнхенского университета. С 1898 года он работал заместителем директора лаборатории коммерческой ботаники и ботанического музея в Гамбурге.
В 1903—1904 годах Ганс Галлир путешествовал по Филиппинам, занимаясь сбором растений для Гамбургского ботанического музея. Также он был назначен одним из коллекционеров растений для Всемирной выставки в Сент-Луисе 1903 года. В 1908 году он посетил США и Канаду. Осенью 1908 года Галлир поселился в Лейдене, став хранителем Королевского гербария.
Галлир был одним из ярых сторонников теории расы господ, активно занимался её продвижением.

## Некоторые научные работы
Основные научные работы относятся к систематике, морфологии и анатомии растений, а также фитохимии.
- 1896 — предложил эвантовую теорию цветка, согласно которой цветок представляет собой видоизменённый простой побег, равноценный шишке или стробилу саговников и плаунов.
- 1903 — обосновал новую филогенетическую систему покрытосеменных растений.

- Hallier, H.G. Bausteine zu einer Monographie der Convolvulaceen. — Genève, 1897. — 104 p.
- Hallier, H.G. Über die Verwandtschaftsverhältnisse der Tubifloren und Ebenalen. — 1901. — 112 p.
- Hallier, H.G. Über Juliana. — Dresden, 1908. — 210 p.

## Роды растений, названные в честь Г. Г. Галлира
- Hallieracantha Stapf, 1907